# Nematopoa longipes
Nematopoa longipes är en gräsart som först beskrevs av Otto Stapf och Charles Edward Hubbard, och fick sitt nu gällande namn av Charles Edward Hubbard. Nematopoa longipes ingår i släktet Nematopoa och familjen gräs. Inga underarter finns listade i Catalogue of Life.